# Bokoro (Tchad)
Pour les articles homonymes, voir Bokoro.
Bokoro est le chef-lieu du département du Dababa au Tchad. Elle fait partie des trente premières villes les plus peuplées par son nombre d'habitants, 10 800 au recensement de 1993.

## Géographie
Coordonnées géographiques 12° 23' Nord, 17° 03 Est

Population 10 800 d'habitants au recensement de 1993 et 14723 d'habitants en 2019

## Histoire
Bokoro est l'une des trente premières villes au Tchad les plus peuplées et le chef-lieu du département du Dababa

## Économie
Bokoro possède un aéroport (code AITA : BKR).
L'économie de Bokoro comme la plupart des villes du Tchad repose sur l'agriculture et l'élevage. 
Cependant l'agriculture très appréciée est la première source de revenus de la population et est très répandue sur tout le département.  
On cultive à Bokoro le mil, l'arachide et la gomme arabique. Ces variétés de culture constituent les principales sources de revenus pour les familles et aussi pour l'économie du département de Bokoro car elles sont importées vers la capitale, vers les autres villes du Tchad et aussi vers l'extérieur.